# Aphrodite Cycling Race ITT
La Aphrodite Cycling Race ITT es una carrera profesional femenina de un día disputada en la modalidad de contrarreloj individual en la isla de Chipre. Hace parte de un certamen de ciclismo denominado como Aphrodite Women Cycling Race, el cual incluye la carrera Aphrodite's Sanctuary Cycling Race.
La carrera toma su nombre de la diosa de la mitología griega Afrodita y fue creada en el año 2019 como competencia de categoría 1.2 del calendario internacional femenino de la UCI.

## Palmarés
| Año  | Ganador            | Segundo            | Tercero          |
| ---- | ------------------ | ------------------ | ---------------- |
| 2019 | Olga Zabelínskaya  | Antri Christoforou | Omer Shapira     |
| 2023 | Antri Christoforou | Olga Zabelínskaya  | Barbara Malcotti |

## Palmarés por países
| País       | Victorias |
| ---------- | --------- |
| Uzbekistán | 1         |